# 로맨시아
《로맨시아》는 니혼 팔콤이 제작한 1986년 액션 롤플레잉 게임이다. 《드래곤 슬레이어》 시리즈의 세 번째 작품으로, 시리즈 내 타 게임들과 달리 단순하고 밝은 게임이라는 뜻에서 《드래곤 슬레이어 Jr.》라는 부제가 붙었다.
로맨시아 왕국의 왕자 판 프레디가 주인공이며 제한 시간 30분 내에 셀리나 공주를 구출하는 것이 게임의 목표이다. 전작 《재너두》처럼 횡스크롤 형식의 액션 롤플레잉 게임 형태를 취하며, 비교적 작은 맵 내에서 사람들에게 말을 걸거나 특정 행동을 취하는 방식으로 게임을 진행한다.
일본의 컴퓨터 모델 PC-8801, PC-9801, X1 및 MSX으로 처음 출시됐으며, 1987년 컴파일이 개발한 패밀리 컴퓨터 이식판이 발매됐다.

## 반응
출시 당시 〈패미통〉에서 평론가 4명의 의견을 취합해 40점 만점에 총 19점을 매겼다.

## 참조

### 내용주
1. ↑  영어: Romancia, 일본어: ロマンシア